# Austrolycopodium confertum
Austrolycopodium confertum är en lummerväxtart som först beskrevs av Carl Ludwig von Willdenow, och fick sitt nu gällande namn av Josef Holub. Austrolycopodium confertum ingår i släktet Austrolycopodium och familjen lummerväxter. Inga underarter finns listade i Catalogue of Life.